# Городское поселение Новоивановское
Городское поселение Новоивановское — упразднённое муниципальное образование (городское поселение) на востоке Одинцовского района Московской области.
Крупнейший населённый пункт, в котором расположена администрация, — рабочий посёлок Новоивановское.
Глава городского поселения — Трошин Родион Анатольевич. Председатель Совета депутатов — Зимовец Михаил Олегович.

## История
Образовано в 2005 г.
1 июля 2012 года в рамках проекта расширения Москвы из поселения в состав Можайского района ЗАО Москвы была передана территория Сколково площадью 618 га. В результате территория поселения разделена на две несвязанные части, т.к. присоединённая территория является протуберанцем, а не эксклавом (узкий перешеек между двумя частями на Сколковском шоссе передан Москве).

## Границы
Границы муниципального образования определяются законом Московской области «О статусе и границах Одинцовского муниципального района и вновь образованных в его составе муниципальных образований», в соответствии с которым Новоивановское городское поселение граничит с:
- Можайским районом города Москвы (на востоке, в центре)
- районами Солнцево и Ново-Переделкино города Москвы (на юге)
- городским поселением Заречье Одинцовского района (на востоке)
- городским поселением Одинцово Одинцовского района (на севере и западе)

Площадь территории городского поселения — 1880 га.

## Население
| 2006  | 2007  | 2008  | 2009  | 2010  | 2011  | 2012  | 2013  |
| ----- | ----- | ----- | ----- | ----- | ----- | ----- | ----- |
| 6632  | ↗7766 | ↘6847 | ↗7814 | ↘7085 | ↘6972 | →6972 | ↘6915 |
| 2014  | 2015  | 2016  | 2017  | 2018  | 2019  |       |       |
| ↗6933 | ↘6879 | ↘6751 | ↘6649 | ↘6507 | ↘6363 |       |       |

## Состав городского поселения
В состав городского поселения входят 5 населённых пунктов:
| Вид             | Наименование   | Население, чел. (2010) | ОКАТО          | Бывшая административная единица |
| --------------- | -------------- | ---------------------- | -------------- | ------------------------------- |
| деревня         | Марфино        | 279                    | 46 241 852 003 | Новоивановский сельский округ   |
| деревня         | Немчиново      | 329                    | 46 241 852 004 | Новоивановский сельский округ   |
| рабочий посёлок | Новоивановское | 13 269                 | 46 241 562     |                                 |
| деревня         | Сетунь Малая   | 69                     | 46 241 852 007 | Новоивановский сельский округ   |
| деревня         | Сколково       | 405                    | 46 241 852 005 | Новоивановский сельский округ   |